# Aira Villegas
Aira Villegas, OLY (née le 1er août 1995) est une boxeuse amateur philippine.

## Carrière
Villegas est une gauchère originaire de Tacloban. Elle a participé à au moins deux éditions des Championnats du monde de boxe féminine IBA dans la division -52 kg. Pour l’édition 2022 en Turquie, elle a été contrainte de passer dans la division des -50 kg après la disparition de sa catégorie habituelle.
En 2021, le Comité olympique philippin a désigné Villegas comme bénéficiaire de la bourse d'études de solidarité olympique du Comité international olympique.
Elle a également participé aux Jeux asiatiques de 2022 qui ont eu lieu en septembre 2023 à Hangzhou, en Chine. Villegas est également médaillée aux Jeux d'Asie du Sud-Est, après avoir remporté une médaille de bronze lors de l'édition 2019 organisée aux Philippines.
Villegas s'est qualifiée pour les Jeux olympiques d'été de 2024 à Paris, en remportant la division poids mouche féminin, lors du Tournoi mondial de qualification olympique 2024 1 à Busto Arsizio, en Italie,.